# ماينتيناي
ماينتيناي (بالفرنسية: Maintenay)‏ هي بلدية تقع في إقليم باد كاليه من منطقة نور با دو كاليه في شمال فرنسا. تبلغ مساحة هذه المدينة 12.11 (كم²)، وترتفع عن سطح البحر 68 م، يبلغ عدد سكانها 373 نسمة حسب إحصاء المعهد الوطني للإحصاء والدراسات الاقتصادية سنة 2009 م. وترأس Jean Seneschal البلدية خلال فترة (2008-2014).